# Adamswiller
Adamswiller en francés, Adamsweiler en alsaciano, es una localidad y comuna de Francia del departamento del Bajo Rin, en la región de Alsacia.

## Descripción
El pueblo se encuentra dentro de los límites del parque natural Regional de los Vosgos del Norte.
Su arquitectura se clasifica dentro de la variedad regional de la Alsace Bossue.
La primera mención del lugar es el de un asentamiento galo-romano conocido por Villa Adimarti.
Durante el siglo XVII pasa a ser posesión de los condes de Petite Pierre, de quienes toma su escudo.